# Cambiador de tomas

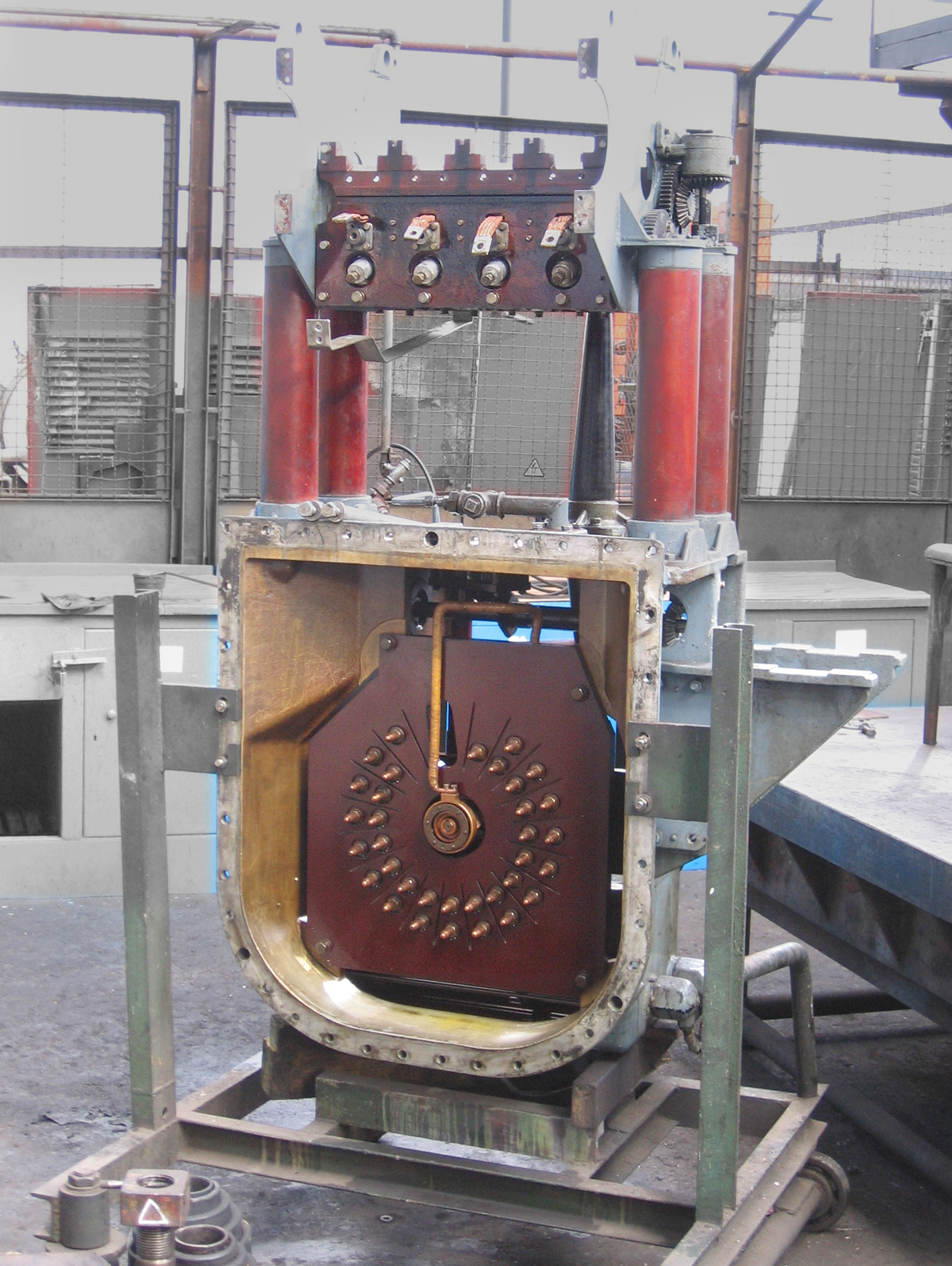
Cambiador de tomas de un transformador.

Un cambiador de tomas de un transformador es un mecanismo que permite variar varias relaciones de tensión por medio de pasos discretos. Así, se consigue un transformador con un número de espiras variable, permitiendo la regulación de voltaje en el devanado secundario. 
Usualmente, las tomas son hechas en el devanado de alto voltaje, o baja corriente, del transformador para minimizar los requerimientos de los contactos en el manejo de niveles de corriente. Para minimizar el número de espiras y el tamaño del transformador se puede utilizar el devanado reverso (que es una porción del devanado principal pero enrollado en su dirección opuesta). Los requerimientos de aislamiento ubican a las tomas en el devanado de bajo voltaje. Es decir, cerca al punto de estrella en un devanado conectado en estrella, en el centro si se trata de uno conectado en delta, o entre los devanados serie y común en un autotransformador.

## Cambiador de tomas sin carga
El cambiador de tomas sin carga (NLTC), también conocido como cambiador de tomas sin circuito (OCTC) o cambiador de tomas desenergizado (DETC), es un cambiador de tomas utilizado en situaciones en los que el tipo de uso del transformador permite quitar la energía al sistema. Este tipo de cambiador, se emplea con frecuencia en transformadores de baja potencia y bajo voltaje en los que el punto de toma puede tomar la forma de una terminal de conexión del transformador. Requiere que la línea de entrada se desconecte manualmente y se conecte al nuevo terminal. Alternativamente, en algunos sistemas, el proceso de cambio de tomas puede ser asistido por medio de un interruptor giratorio o deslizante.
Los cambiadores de tomas sin carga, también se emplean en transformadores de distribución de alta tensión en los que el sistema incluye un cambiador de tomas sin carga en el devanado primario. Esto, se realiza para ajustar las variaciones del sistema de transmisión dentro de un rango estrecho respecto al valor nominal. En tales sistemas, el cambiador de tomas a menudo se configurará solo una vez en el momento de la instalación, aunque puede cambiarse más tarde para acomodar un cambio a largo plazo en el perfil de voltaje del sistema.

## Cambiador de tomas bajo carga - OLTC
Como la interrupción de suministro usualmente es inaceptable, los transformadores comúnmente vienen equipados con un mecanismo más complejo y costoso que permite hacer los cambios en caliente. Existen dos clasificaciones de éstos: mecánico o electrónico; el segundo a su vez se divide en asistido o de estado sólido.

### Mecánicos
La nueva conexión se establece antes de desconectar la antigua, pero se evitan altas corrientes conectando una gran impedancia (resistiva o inductiva) en serie con las espiras cortocircuitadas antes de hacer la nueva conexión. Esta técnica supera los problemas de circuito abierto o corto circuito en las tomas, aunque el cambio debe ser hecho rápidamente para evitar el sobrecalentamiento del conmutador. Un motor de baja potencia usualmente contrae unos grandes resortes y luego los libera para efectuar la operación de cambio de toma. Para anular los arcos eléctricos en las tomas, el cambiador es llenado con aceite de transformador. Para evitar la contaminación del aceite del transformador, la operación normalmente toma lugar en un compartimento diferente al del tanque.

### Electrónicos

#### Asistidos por Tiristor
Los tiristores toman la corriente en caliente mientras que los contactos principales cambian de toma. Esto previene los arcos eléctricos en los contactos principales y aumenta la vida útil entre servicios de mantenimiento. Su desventaja es que esta tecnología es más compleja y requiere un suministro de baja potencia para la circuitería del tiristor; también puede ser más costosa.

#### De estado sólido (tiristor)
Los tiristores interrumpen e interconectan la corriente en estado estable. Su desventaja es que todos los tiristores conectados a los tomas no seleccionados, que no están conduciendo, continúan disipando potencia debido a su corriente de fuga. Esta potencia se agrega a las pérdidas del transformador. Por esta razón, esta tecnología es utilizada sólo en transformadores de poca potencia.